# Södermanlands runinskrifter 258
Södermanlands runinskrifter 258 är en runinskrift i Älby, Ösmo socken i Nynäshamns kommun.

## Ristningen
firþkari : rasi : stan : þinsi : iftR : k(u)(i)(b)an : suni : sinum
Inskrift i översättning: "Färd-Kåre reste denna sten efter Gudbjörn (?), åt sin son."

## Placering
Stenen står tillsammans med Sö 256 på Alby järnåldersgravfält. Detta utesluter dock ej att inskrifternas faruki och Gudbjörn(?) även kan ligga begravda här. I närheten av de två stenarna skall det tidigare ha funnits ytterligare en runsten, Sö 257, men den är idag förkommen.
Det ovanligt stora gravfältet (RAÄ-nr 489:1) innehåller ca 250 i markytan synliga gravanläggningar från äldre och yngre järnåldern (500 f.Kr-1050 e.Kr). Fornlämningarna utgörs av 10 högar och 205 runda fyllda stensättningar. Vidare finns en rektangulär och en tresidig fylld stensättning, en skeppssättning, fyra domarringar och 26 resta stenar.

## Bildgalleri

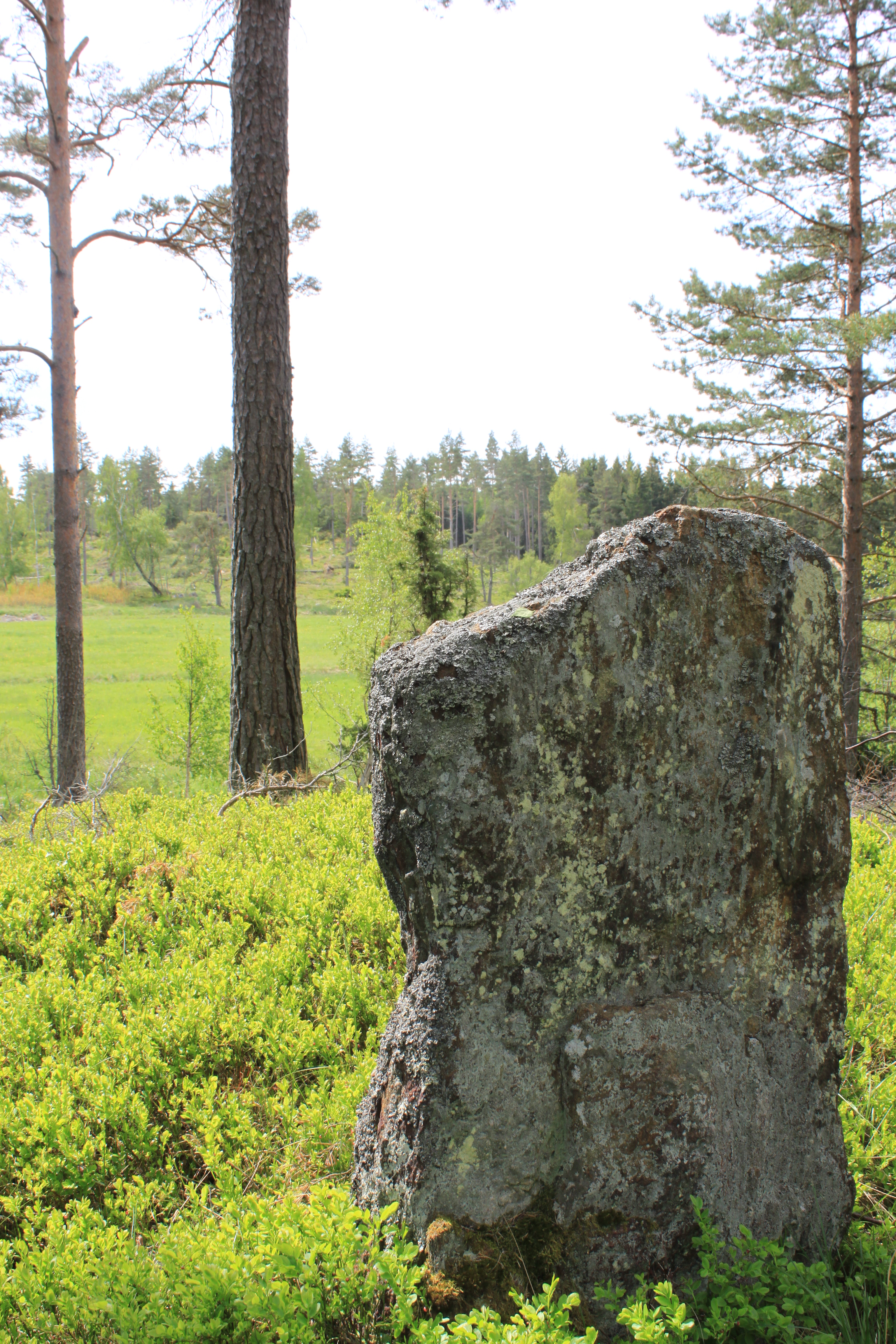
En rest sten i gravfältet RAÄ-nr 489:1